# Associazione Sportiva Dilettantistica HinterReggio 2011-2012
Questa pagina raccoglie le informazioni riguardanti l'Associazione Sportiva Dilettantistica HinterReggio nelle competizioni ufficiali della stagione 2011-2012.

## Risultati

### Serie D

#### Poule scudetto
| 16 maggio 2012 Turno preliminare - Giornata 2 | HinterReggio | 3 – 4 | Martina |  |

| 20 maggio 2012 Turno preliminare - Giornata 3 | Salerno | 4 – 1 | HinterReggio |  |